# Der Trödel-King
Der Trödel-King ist eine seit dem 9. Juli 2007 im WDR Fernsehen laufende Doku-Soap über den Trödler Roland Beuge (* 1966 in Mülheim an der Ruhr), der „Trödel-King“ genannt wird. Bisher wurden 89 Folgen in 10 Staffeln ausgestrahlt.
Laut WDR  wird die Sendung nach der letzten Staffel, die 2011 ausgestrahlt wurde, nicht fortgeführt. Das Auslaufen sei geplant gewesen und hätte mit der Verurteilung Beuges wegen Steuerhinterziehung nichts zu tun. Die vorerst letzte, 89. Folge wurde am 25. November 2011 erstmals ausgestrahlt.

## Inhalt
In der Sendung wird Roland Beuge von Zuschauern zur Hilfe gerufen, in deren Keller oder Dachboden sich mal mehr oder mal weniger Trödel angesammelt hat und die diesen verkaufen wollen. Die Familien haben in der Regel ein bestimmtes Ziel oder einen bestimmten Wunsch und Roland Beuge versucht, aus dem Trödel der Familien so viel Geld wie möglich zu erwirtschaften.
Roland Beuge hilft beispielsweise bei Wohnungsauflösungen von kürzlich verstorbenen Verwandten oder Auswanderern aus Deutschland, bei der Auflösung von privaten Sammlungen oder einfach nur beim Entrümpeln des Kellers. Nebenbei gibt er Tipps zum richtigen Umgang mit alten Dingen.
Von der Spielzeugeisenbahn bis zum Segelboot hat Roland Beuge schon fast alles verkauft. Abhängig von der Art und der Menge der zu verkaufenden Gegenstände verkauft Roland Beuge den Trödel auf dem Flohmarkt, bietet ihn über das Internet an oder spricht Händler und Sammler direkt an. Besonders wertvolle Gegenstände wie zum Beispiel Bilder lässt er auch über Auktionshäuser versteigern. Schmuck verkauft Roland Beuge aufgrund des hohen Goldpreises häufig an einen Juwelier, der daraus die Rohstoffe zurückgewinnen lässt. Aufgrund seiner langjährigen Erfahrung verfügt Roland Beuge über ein Netzwerk von sehr unterschiedlichen Experten für nahezu jede Art Trödel, bei denen er Expertisen über die zu verkaufenden Gegenstände einholt oder diese direkt an sie verkauft.
Bei besonders großen Mengen an Trödel hat Roland Beuge bereits mehrfach einen Haus- bzw. Hoftrödelmarkt direkt bei den Eigentümern veranstaltet oder dafür einige Tage lang ein leer stehendes Ladenlokal angemietet.

## Ausstrahlung
Die Ausstrahlung erfolgt in der Regel freitags um 21 Uhr im WDR Fernsehen. Wiederholungen laufen auf EinsPlus und anderen dritten Fernsehprogrammen. Zwischen den Staffeln liegen zum Teil mehrere Monate, auch wurde die Ausstrahlung einzelner Staffeln teilweise mehrere Wochen unterbrochen.

## Andere Sendungen
Das Konzept der Sendung ähnelt der britischen Fernsehserie Cash in the Attic, die seit 2002 ausgestrahlt wird.
Bevor Roland Beuge 2007 eine eigene Sendung erhielt, war er bereits als Trödel-Experte in anderen Sendungen aktiv, zum Beispiel in der ProSieben-Sendung „Ramsch und Reibach“ sowie der WDR-Sendung „Der große Finanz-Check“. Bis 2011 trat er noch in der Servicezeit des WDR Fernsehens als Experte auf. Nach Beuges Verurteilung wegen Steuerhinterziehung arbeitet der WDR nicht mehr mit ihm zusammen.
Auf dem gleichen Konzept wie Der Trödel-King basieren die 2008 gestartete RTL2-Sendung Der Trödeltrupp sowie die von 2006 bis 2011 im MDR Fernsehen gesendete Dokusoap „Trödelfieber“.